# 아마랄브라질도마뱀붙이
아마릴 브라질리언 게코(Amaral's Brazilian gecko)라 불리는 아마랄브라질도마뱀붙이(Hemidactylus brasilianus)는 건조한 잘라팡(en:Jalapão) 지역, 브라질의 미나스제라이스주, 바이아주에 서식하는 야행성 도마뱀붙이류의 일종이다. 몸은 청회색이며, 난생하고, 나무에서 초식 곤충 따위의 무척추동물을 잡아먹고 살아간다. 눈꺼풀을 움직이지 못한다. 야행성이며 동공은 위아래로 찢어져있다. 수명은 6-13년에 달하며, 태어난지 6-9 개월이 지나면 성숙한다. 꼬리까지 13 cm, 좌우로 2 cm에 달한다. 아마랄브라질은 색깔을 바꾸지 못한다. 새가 공격하면 원을 그리며 달려 적을 혼란시킨다. 길짐승이 공격하면 높은 나무나 풀로 기어올라가거나, 이파리, 바위 따위 밑으로 숨어들어간다. 아마릴브라질은 세상에서 가장 영리한 도마뱀붙이류 중 하나이며, 멸종위기에 처해있지 않다.

## 외부 문헌
- Amaral, A. do 1935. Um novo genero e duas novas especies de Geckonideos e uma nova raça de Amphisbaenideo, procedentes do Brasil Central. Mem. Inst. Butantan 9: 253-256.
- Carranza, S. and E.N. Arnold 2006. Systematics, biogeography, and evolution of Hemidactylus geckos (Reptilia: Gekkonidae) elucidated using mitochondrial DNA sequences. Molecular Phylogenetics and Evolution 38 (2): 531-545
- Rösler, H. 2000. Kommentierte Liste der rezent, subrezent und fossil bekannten Geckotaxa (Reptilia: Gekkonomorpha). Gekkota 2: 28-153
- Vitt, L. J.; Caldwell, J. P.; Colli, G. R.; Garda, A. A.; Mesquita, D. O.; França, F. G. R. e Balbino, S. F. 2002. Um guia fotográfico dos répteis e anfíbios da região do Jalapão no Cerrado brasileiro. Norman, Oklahoma: Special Publications in Herpetology. San Noble Oklahoma Museum of Natural History